# Homo Faber (Film)
Homo Faber ist ein Film des Regisseurs Volker Schlöndorff aus dem Jahr 1991. Er basiert auf dem Roman Homo faber des Schweizer Schriftstellers Max Frisch.

## Handlung
Der Ingenieur Walter Faber lernt auf einer geschäftlichen Flugreise Herbert Hencke kennen. Als das Flugzeug in der Wüste notlanden muss, stellt sich heraus, dass dieser der Bruder seines Studienfreundes Joachim ist, zu dem er die Verbindung verloren hat. Faber beschließt, sich Hencke anzuschließen, der in den Dschungel von Guatemala unterwegs ist, wo Joachim eine Tabakplantage besitzt. Am Ende einer gespenstischen Urwaldfahrt finden sie Joachims Leiche. Er hat sich in seinem Büro mit einem Kabel erhängt.
Zurück in New York verlässt Faber seine Geliebte Ivy und tritt eine Schiffsreise nach Europa an. Während des einwöchigen Aufenthaltes an Bord lernt er die junge Elisabeth, genannt Sabeth, kennen und verliebt sich in sie. Er beschließt, Sabeth zu begleiten, die ihre Mutter in Athen besuchen will. Auf der Reise findet Faber heraus, dass Sabeth die Tochter seiner ehemaligen Studienfreundin Hanna ist. Er hatte Hanna vor 21 Jahren heiraten wollen, diese hatte jedoch abgelehnt, da er lediglich von „deinem“ statt „unserem gemeinsamen“ Kind gesprochen hatte.
Am Strand in der Nähe von Athen wird Sabeth von einer Schlange gebissen, stolpert und stürzt unglücklich. Faber bringt sie daraufhin unter großen Umständen in ein Athener Krankenhaus. 
Während Sabeth im Krankenhaus liegt, wohnt Faber bei Hanna und erfährt von ihr, dass er Sabeths Vater ist und somit mit seiner Tochter geschlafen hat.
Obwohl der Schlangenbiss mit einem Serum erfolgreich behandelt werden kann, stirbt die junge Frau an einer undiagnostizierten Schädelfraktur, die eine Folge des Sturzes war. 
Der Film endet mit der Verzweiflung Fabers über die Endgültigkeit von Elisabeths Tod.

## Entstehung
Bereits Mitte der 1970er Jahre hatten die Paramount-Studios Volker Schlöndorff eine Verfilmung des Stoffes angeboten, was dieser jedoch ablehnte, weil er Schwierigkeiten in der Umsetzung sah. 1988 weckte jedoch eine Lebenskrise das Interesse Schlöndorffs an der Vorlage. Als seine Motivation für die Verfilmung des Romans gab er an, dass es ein Meisterwerk der europäischen Literatur sei, an dem er nicht vorbeikomme. Nachdem die Filmrechte 30 Jahre lang durch verschiedene Hände gegangen waren und Anfang 1988 wieder an Max Frisch zurückgingen, kam ein Kontakt zwischen Autor und Regisseur zustande. Anfang April 1990 begannen die Dreharbeiten; im März 1991 kam der Film in die deutschen Kinos. In der Schweiz startete er am 12. Mai 1991; wenige Wochen nach Frischs Tod.

## Kritiken
Die Verfilmung gilt bei der Kritik als gescheitert; Zustimmung fanden nur einzelne Darstellerleistungen.
- epd Film: „Sam Shepard ist das Beste an Schlöndorffs Film; er ist in fast jeder Szene zu sehen, und kann ihn doch nicht vor dem Absturz ins Banale retten. (…) Schlöndorff nähert sich dem Buch zu ehrfürchtig: Er bebildert jede Wendung der Fabel, versucht, durch Voice-over so viel Text wie möglich im Film unterzubringen und den literarischen Stil Frischs durch verschachtelte Rückblenden zu imitieren. (…) Dadurch wird sein Homo Faber zu einem Film, der mit viel zu viel Aufwand eine viel zu einfache Geschichte erzählt.“[2]

- Fischer Film Almanach: „Sam Shepard, Julie Delpy und Barbara Sukowa hätten durch ihre schauspielerische Präsenz einen großen Film ermöglicht. Buch und Regie allerdings lassen die Kühnheit vermissen, Frischs künstlerische Verve adäquat ins Medium des Bildes zu übertragen.“[3]

- Lexikon des internationalen Films: „Ein in der Interpretationsnähe zur Ödipus-Tragödie nach Max Frischs Roman gestaltetes Drama, das in mitunter überwältigenden Bildern, überwiegend aber allzu ehrfurchtsvoll-schwerfällig die Stationen einer falschen Selbstdefinition beschreibt. Vor allem der glaubhafte Hauptdarsteller macht den Prozeß der leidvoll auferlegten Selbsterkenntnis eines Menschen deutlich, der sich dem Glauben an ein höheres Walten entzieht.“[4]

- Cinema: „Trotz starker Besetzung will es Volker Schlöndorff nicht gelingen, der schulischen Pflichtlektüre Leben einzuhauchen. Das einer griechischen Tragödie gleiche Drama wirkt bei ihm zu ästhetisiert. Fazit: Bemühtes Kunstkino nach großer Vorlage“[5]

- Positif: „Was ein packendes Melodram hätte sein können, ähnelt einem Groschenroman. Der Film ist eisig und hoffnungslos ernst, die Dialoge gestelzt und leer, die Figuren bewegen sich wie Automaten, ohne dass ein Schicksal sie ins Tragische wendet. Die Bilder nähern sich ärgerlichen Postkartenansichten. Der einzige gute Grund, sich den Film anzusehen, ist Julie Delpy. Aus einer unmöglichen Rolle macht sie eine romantische Heldin, eine sinnliche und unschuldige Kindfrau.“[6]

## Trivia
Obwohl Faber im Roman ausdrücklich auf einer Hermes Baby schreibt, benutzt er im Film eine Olivetti Lettera 22.

## Auszeichnungen
- 1992 erhielt der Film beim Deutschen Filmpreis einen Film Award in Silber und wurde für den Film Award in Gold nominiert.
- 1992 erhielt der Film beim Bayerischen Filmpreis den Produzentenpreis.
- Ebenfalls 1992 erhielt Volker Schlöndorff den Gilde-Filmpreis in Silber.
- Die Deutsche Film- und Medienbewertung FBW in Wiesbaden verlieh dem Film das Prädikat besonders wertvoll.